# دولنی پووستونا
دولنی پووستونا (به چکی: Dolní Poustevna) یک منطقهٔ مسکونی در جمهوری چک است که در ناحیه دیتشین واقع شده‌است. دولنی پووستونا ۱٬۹۴۱ نفر جمعیت دارد.